# Pedro de Castro (arcivescovo)
Agostino di Gesù, al secolo Pedro de Castro (in portoghese: Agostinho de Jesus; Lisbona, 16 ottobre 1537 – Braga, 25 novembre 1609), è stato un arcivescovo cattolico portoghese.

## Biografia

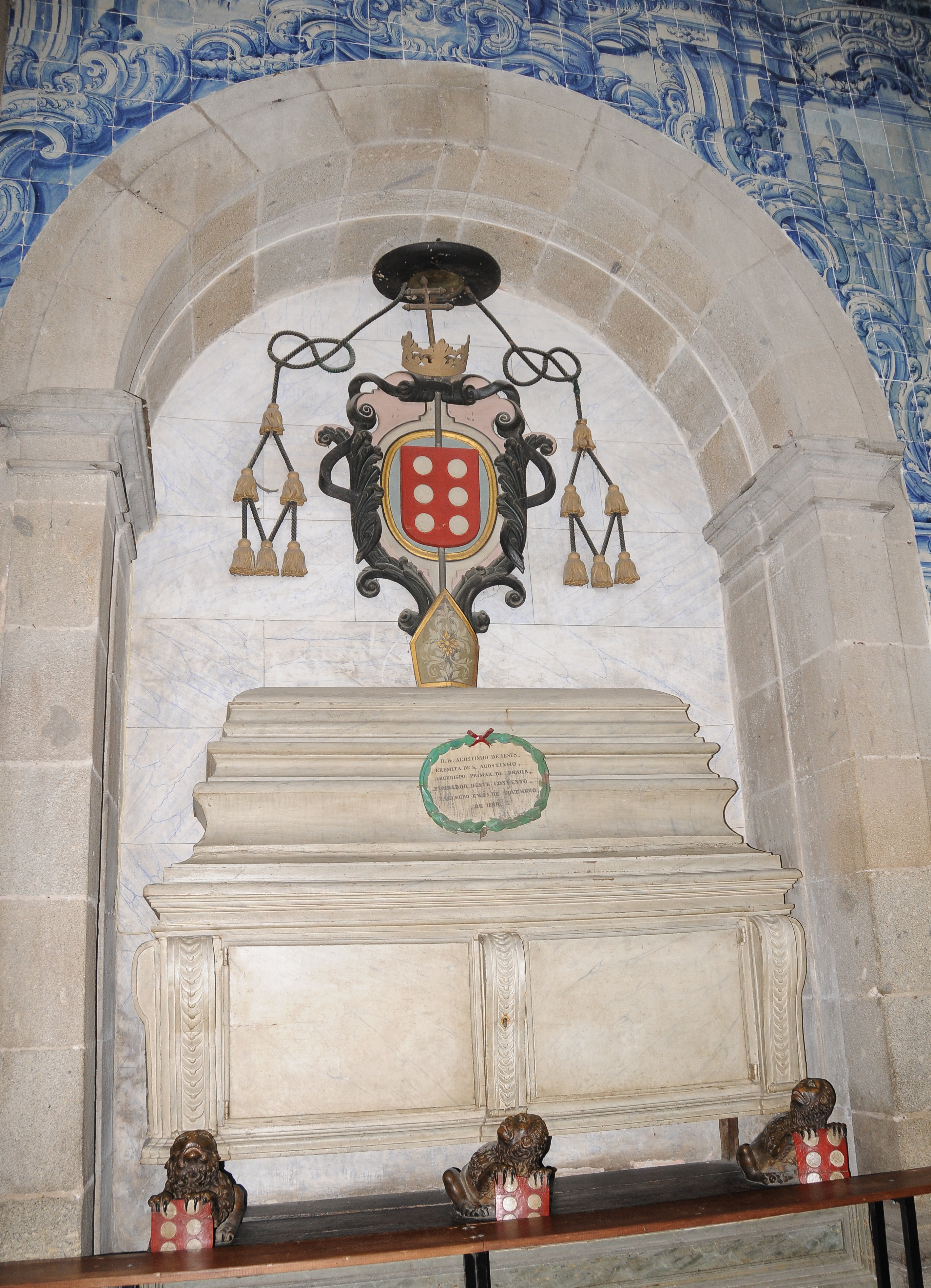
Tomba di Agostino di Gesù nella chiesa del Pópulo

Entrato nell'Ordine di Sant'Agostino tra il 1554 e il 1555, fu provinciale di Portogallo. Inviò missionari nelle Indie portoghesi e riformò, come vicario generale, i monasteri dell'ordine in Germania; divenuto predicatore dell'imperatrice Maria di Spagna, venne nominato nel 1588 arcivescovo di Braga.

## Genealogia episcopale
La genealogia episcopale è:
- Arcivescovo Miguel de Castro
- Arcivescovo Agostino di Gesù, O.S.A.